# Hend Saleh
Hend Saleh es una deportista egipcia que compitió en taekwondo. Ganó una medalla de plata en el Campeonato Africano de Taekwondo de 2009, en la categoría de –53 kg.

## Palmarés internacional
| Campeonato Africano | Campeonato Africano | Campeonato Africano | Campeonato Africano |
| Año                 | Lugar               | Medalla             | Categoría           |
| ------------------- | ------------------- | ------------------- | ------------------- |
| 2009                | Yaundé (Camerún)    | Medalla de plata    | –53 kg              |